# Saint–Léger des Trotteurs
Saint–Léger des Trotteurs är ett montélopp för treåriga hingstar som rids i maj på Hippodrome de la Prairie i Caen i Frankrike. Det är ett Grupp 1-lopp, det vill säga ett lopp av högsta internationella klass. Loppet rids över 2450 meter, och sedan 2022 är den samlade prissumman 150 000 euro, varav 67 500 euro i förstapris. 
Loppet instiftades 1878 med inspiration av galopplöpet St. Leger Stakes.

## Vinnare
| År   | Häst               | Far                | Kusk                  | Tränare               | Tid/km |
| ---- | ------------------ | ------------------ | --------------------- | --------------------- | ------ |
| 2024 | Little Orelie      | Feeling Cash       | Mathieu Mottier       | Mathieu Mottier       | 1'12"3 |
| 2023 | Kandora Bella      | Prodigious         | Camille Levesque      | Thomas Levesque       | 1'13"3 |
| 2022 | J'aime le Foot     | Boccador de Simm   | David Thomain         | Philippe Allaire      | 1'13"2 |
| 2021 | Ici C'est Paris    | Dollar Macker      | Christopher Corbineau | Philippe Allaire      | 1'13"3 |
| 2020 | Hopla des Louanges | Gazouillis         | Adrien Lamy           | Franck Leblanc        | 1'15"6 |
| 2019 | Gala Téjy          | Atlas de Joudes    | Paul-Philippe Ploquin | Christophe Chalon     | 1'14"0 |
| 2018 | Fado du Chêne      | Singalo            | Paul-Philippe Ploquin | Julien Le Mer         | 1'14"9 |
| 2017 | Eiffel Tower       | Ready Cash         | David Thomain         | Jean-Michel Bazire    | 1'14"3 |
| 2016 | Dhikti Védaquais   | Thorens Vedaquais  | Yoann Lebourgeois     | Philippe Allaire      | 1'14"2 |
| 2015 | Che Jénilou        | Goetmals Wood      | Éric Raffin           | Sébastien Guarato     | 1'15"3 |
| 2014 | Bird Parker        | Ready Cash         | Yoann Lebourgeois     | Philippe Allaire      | 1'13"8 |
| 2013 | Almira Marancourt  | Lilium Madrik      | David Thomain         | Sébastien Hervalet    | 1'15"1 |
| 2012 | Vanishing Point    | Ludo de Castelle   | Damien Bonne          | Sébastien Guarato     | 1'14"2 |
| 2011 | Up Market          | Obrillant          | Yoann Lebourgeois     | Philippe Allaire      | 1'14"2 |
| 2010 | Trophy Charm       | Modern Jazz        | Éric Raffin           | Nicolas Raimbeaux     | 1'14"8 |
| 2009 | Surabaya Jiel      | Goetmals Wood      | Matthieu Abrivard     | Jean-Luc Dersoir      | 1'13"4 |
| 2008 | Return Money       | Corot              | Anthony Barrier       | Thierry Duvaldestin   | 1'14"1 |
| 2007 | Quiz des Brouets   | Fortuna Fant       | Émile Fournigault     | Pascal Daulier        | 1'15"5 |
| 2006 | Philoténor         | Ténor de Baune     | Franck Nivard         | Jean Baptiste Bossuet | 1'14"5 |
| 2005 | Orange de Vire     | Dance Marathon     | Sébastien Baude       | Cédrick Paris         | 1'17"6 |
| 2004 | Noora de l'Iton    | Workaholic         | Louis Baudron         | Thierry Duvaldestin   | 1'17"2 |
| 2003 | Manika             | Hello Jo           | Gaëtan Prat           | Didier Dauverne       | 1'17"8 |
| 2002 | Lola Jénilou       | Kepi Vert          | Jean-Paul Piton       | Christophe Chalon     | 1'18"7 |
| 2001 | Kitcho d'Écajeul   | Sancho Pança       | Michel Lenoir         | Jean-Luc Dersoir      | 1'17"  |
| 2000 | Jardy              | Cygnus d'Odyssée   | Jean-Philippe Mary    | Philippe Allaire      | 1'17"  |
| 1999 | Ivoire de Grammont | Ukir de Jemma      | Jean-Paul Piton       | Philippe Allaire      | 1'19"7 |
| 1998 | Holly du Locton    | Viking's Way       | Jean-Paul Piton       | Philippe Allaire      | 1'18"3 |
| 1997 | Gai Brillant       | Podosis            | Jean-Philippe Mary    | Philippe Allaire      | 1'22"  |
| 1996 | Fine Perle         | Marpheulin         | Jean-Philippe Mary    | Philippe Allaire      | 1'18"5 |
| 1995 | Express Cat        | Prince Atout       | François Roussel      | Alain Roussel         | 1'19"3 |
| 1994 | Dréa Josselyn      | Le Loir            | Michel Lenoir         | Pierre Coignard       | 1'20"2 |
| 1993 | Cortes             | Lurabo             | Franck Blandin        | Michel Lecacheux      | 1'19"9 |
| 1992 | Blue and Red       | Fakir du Vivier    | Gilles Baudron        | Gilles Baudron        | 1'19"5 |
| 1991 | Alligator          | Le Ham             | Michel Lenoir         | Gilbert Lemiere       | 1'19"3 |
| 1990 | Vainqueur Ker Anna | Kimberland         | André Meunier         | Ulf Nordin            | 1'20"3 |
| 1989 | Ursulo de Crouay   | Mivus              | Philippe Gillot       | Joël Hallais          | 1'21"  |
| 1988 | Traveller          | Jacques des Blaves | Alain Laurent         | Michel Govignon       | 1'21"6 |
| 1987 | Speed Clayettois   | Joachim            | Yves Dreux            | Ali Hawas             | 1'19"7 |
| 1986 | Ricou du Fossard   | Kibboutz           | Jean-Philippe Mary    | Raymond Clavreul      | 1'22"6 |
| 1985 | Quinze Janvier     | Vallauris du Pont  | Yves Dreux            | Ali Hawas             | 1'23"4 |
| 1984 | Perrin Dandin      | Grape Fruit        | Bernard Oger          | Léopold Verroken      | 1'22"8 |
| 1983 | Odin de la Vente   | Beau Ludois L      | Michel Lenoir         | Michel Roussel        | 1'23"5 |
| 1982 | Noiraud des Étangs | Quinio             | Philippe Gillot       | Yves Portois          | 1'22"4 |
| 1981 | Mabrouka           | Balfour            | Yves Dreux            | Ali Hawas             | 1'25"  |
| 1980 | Laudanum           | Cotentin           | Pascal Békaert        | Joël Hallais          | 1'23"8 |
| 1979 | Kiki de Feugères   | Nivôse             | Gérard Raulline       | Bernard Raulline      | 1'23"7 |
| 1978 | Jeune Orange       | Chambon P          | Alain Sionneau        | Gaston Peltier        | 1'23"8 |
| 1977 | Ice Pudding        | Vinci II           | Philippe Gillot       |                       | 1'23"7 |
| 1976 | Himère             | Tabriz             | Gérard Mascle         |                       | 1'23"  |
| 1975 | Givre d'Argent     | Kubler L           | Yves Martin           |                       | 1'25"6 |
| 1974 | Fondon             | Quasipyl           | Gérard Mascle         |                       | 1'24"  |
| 1973 | Érotica            | Quel Ramier        | Alain Laurent         |                       | 1'24"7 |
| 1972 | Diane de Beaulieu  | Quatt Cent Trois   | Alain Laurent         |                       | 1'23   |
| 1971 | Chambon P          | Kerjacques         | Alain Sionneau        |                       | 1'23"1 |
| 1970 | Bride Elle         | Pacha Grandchamp   | Michel Lecacheux      |                       | 1'24"8 |